# Evaluna Montaner
Evaluna Mercedes Reglero Rodríguez, conosciuta come Evaluna Montaner (Caracas, 7 agosto 1997), è un'attrice e cantante venezuelana, figlia del cantante Ricardo Montaner e sorella minore dei cantanti del duo musicale Mau y Ricky.

## Biografia
Evaluna Montaner nasce a Caracas, Venezuela, il 7 agosto 1997. È figlia del cantante venezuelano Ricardo Montaner e Marlene Rodríguez, ed è sorella minore di Mau y Ricky. Ha due fratellastri più grandi, Alejandro Manuel e Héctor Eduardo, nati dal primo matrimonio del padre.
A quattro anni si trasferisce con la sua famiglia a Miami, in Florida. Fin da piccola ha preso lezioni di pianoforte, arpa e vari tipi di danza. Ha frequentato la Chushman High School di Miami, fino all'età di tredici anni, quando ha iniziato a studiare da casa.
Il suo debutto come attrice è stato a quattro anni, nel videoclip Si tuviera que elegir, di suo padre. Nell'agosto 2009 ha fatto il suo debutto come cantante nel programma argentino di Susana Giménez, cantando Only Hope dei Switchfoot.
Nel 2013 si trasferisce con la sua famiglia a Bogotà, Colombia, dove vive per due anni.

## Vita privata
Dall'aprile 2015 ha una relazione con il cantante colombiano Camilo, con cui si è sposata l'8 febbraio 2020. Il 6 aprile 2022 nasce la loro prima figlia Índigo, e il 1º agosto 2024 nasce la loro seconda figlia Amaranto.

## Filmografia

### Cinema
- Fuga in tacchi a spillo (Hot Pursuit), regia di Anne Fletcher (2014)

### Televisione
- Grachi – serial TV (2011-2013)
- La voz Colombia – programma TV, conduttrice (2013)
- Yo soy el artista – programma TV (2014)
- Club 57 – serial TV (2019)

## Discografia

### Singoli
- 2013 – Si existe
- 2014 – Yo me salvé
- 2014 – Wings
- 2018 – Por tu amor
- 2018 – Me liberé
- 2021 – Uno más uno

### Collaborazioni
- 2012 – La gloria de Dios (Ricardo Montaner feat. Evaluna Montaner)
- 2016 – Gracia incomparable (Evan Craft feat. Evaluna Montaner)
- 2020 – Por primera vez (Camilo feat. Evaluna Montaner)
- 2020 – Amén (Ricardo Montaner feat. Mau y Ricky, Camilo ed Evaluna Montaner)
- 2021 – Amén (Acustico) (Ricardo Montaner feat. Mau y Ricky, Camilo ed Evaluna Montaner)

### Colonne sonore
- 2019 – Club 57

## Videografia
- 2002 – Ricardo Montaner - Si tuviera que elegir
- 2013 – Mau y Ricky - Preguntas
- 2013 – Si existe
- 2015 – Wings
- 2015 – Yo me salvé
- 2014 – Ricardo Montaner - Su luz
- 2016 – Evan Craft (feat. Evaluna Montaner) - Gracia incomparable (Acustico)
- 2018 – Por tu amor
- 2018 – Me liberé
- 2019 – Camilo - No te vayas
- 2019 – Camilo (feat. Pedro Capó) - Tutu
- 2020 – Ricardo Montaner - Te adoraré
- 2020 – Camilo (feat. Evaluna Montaner) - Por primera vez
- 2020 – Camilo - Favorito
- 2020 – Camilo (feat. Rauw Alejandro) - Tattoo (Remix)
- 2020 – Ricardo Montaner (feat. Mau y Ricky, Camilo ed Evaluna Montaner) - Amén
- 2021 – Uno más uno
- 2021 – Ricardo Montaner (feat. Mau y Ricky, Camilo ed Evaluna Montaner) - Amén (Acustico)

## Doppiatrici italiane
Nelle versioni in italiano dei suoi film, Evaluna Montaner è stata doppiata da:
- Emanuela Ionica in Grachi[13] e Club 57[14]